# Тьягу Пінту
Тьягу Пінту (порт. Tiago Pinto, нар. 1 лютого 1988, Порту) — португальський футболіст, захисник клубу «Ріу-Аве». В минулому — гравець молодіжної збірної Португалії. Син футболіста збірної Португалії Жуана Віейри Пінту.

## Клубна кар'єра
Народився 1 лютого 1988 року в місті Порту. Вихованець юнацьких команд футбольних клубів «Бенфіка» та «Спортінг».
Не пробившись до основної команди «Спортінга», Пінту на правах оренди грав за «Олівайш» та «Трофенсі».
Влітку 2009 року підписав чотирирічний контракт з «Брагою», проте протягом сезону так і не зіграв жодного матчу за команду, після чого перейшов в «Ріу-Аве», де став основним гравцем, зігравши за два сезони 49 матчів в чемпіонаті. 
Протягом сезону 2012/13 по півроку виступав за іспанські клуби «Депортіво» та «Расінг», проте закріпитись в командах так і не зумів, після чого повернувся в «Ріу-Аве». Всього встиг відіграти за клуб з Віла-ду-Конді 66 матчів в національному чемпіонаті.

## Виступи за збірні
2007 року дебютував у складі юнацької збірної Португалії, взявши участь у 6 іграх на юнацькому рівні.
Протягом 2007–2009 років залучався до складу молодіжної збірної Португалії. На молодіжному рівні зіграв у 9 офіційних матчах, забив 1 гол.